# Forcipomyia caliginosella
Forcipomyia caliginosella är en tvåvingeart som beskrevs av Wirth 1974. Forcipomyia caliginosella ingår i släktet Forcipomyia och familjen svidknott. Inga underarter finns listade i Catalogue of Life.